# SIGTTIN
В POSIX-системах, SIGTTIN — сигнал, посылаемый фоновой задаче при попытке чтения с управляющего терминала.
SIGTTIN — целочисленная константа, определённая в заголовочном файле signal.h. Символьные имена сигналов используются вместо номеров, так как в разных реализациях номера сигналов могут различаться.

## Этимология
SIG — общий префикс сигналов (от англ. signal), TT — сокращённое написание  англ. TTY (teletypewriter) — телетайп (телетайпы были первыми компьютерными терминалами), IN — сокращённое написание англ. input — ввод.

## Использование
SIGTTIN может быть послан фоновому процессу при попытке чтения с управляющего терминала. Обычно этот сигнал применяется в управлении задачами шелла Unix. Демоны Unix не имеют управляющих терминалов (демон закрывает файловые дескрипторы stdin, stdout, stderr при запуске).
При получении сигнала задача приостанавливается до получения SIGCONT, посылаемого при переводе программы с фона на передний план командой fg или пользователем (с помощью утилиты kill).